# Macedońscy władcy Egiptu
Władcy macedońscy – władcy panujący w Egipcie, wywodzący się z dynastii Argeadów – 332-309 p.n.e.
| Władcy macedońscy             |                       |             |                      |                   |                          |
| Władca                        | Lata panowania p.n.e. | Nomen       | Prenomen             | Żony              | Miejsce pochówku         |
| Aleksander I (III) Macedoński | 332-323               | Aleksindres | Setepenre Meri Amon  | Roksana, Stateira | Aleksandria              |
| Filip (III) Arridajos         | 323-316               | Philiupus   | Setepenre Meri Amon  | Eurydyka          | Ajgaj (Wergina – Grecja) |
| Aleksander II (IV)            | 316-309-305           | Aleksindres | Haaibre Setepen Amon |                   | Ajgaj (Wergina – Grecja) |